# Hjälmleguan
Hjälmleguan (Corytophanes cristatus) är en ödleart som beskrevs av Blasius Merrem 1821. Hjälmleguan ingår i släktet Corytophanes, och familjen Corytophanidae. Inga underarter finns listade.
Hjälmleguan förekommer i Mexiko (Veracruz, Yucatan, Campeche, Chiapas), Belize, Guatemala, Nicaragua, Honduras, Costa Rica, Panama och Colombia, samt möjligen i El Salvador (ej listad för El Salvador av Köhler, år 2000).
Arten lever i låglandet och i bergstrakter upp till 1650 meter över havet. Den vistas i regnskogar och i bergsskogar. Individerna klättrar vanligen i träd. Honor besöker marken och bygger ett näste. Honor lägger ägg.
Regionala populationer hotas av skogsröjningar. Hela beståndet anses vara stabil. IUCN listar arten som livskraftig (LC).